# Osred II av Northumbria
Osred II av Northumbria, död 790, var en engelsk monark. Han var kung av Northumbria 788–790. 